# 通让铁路
通让铁路是中华人民共和国铁路一条路线，自内蒙古自治区通辽市至黑龙江省大庆市让胡路区，全长413.1公里。主要服务于大庆油田，年输送能力通太段1577万吨，太大段893万吨，大让段1058万吨。该线始自大郑铁路的通辽东站，终止于大庆西站（原名“让湖路站”）于滨洲铁路相接。

## 历史
铁三院于1964年1月至1965年4月完成勘测设计。由华北铁路工程局与东北铁路工程局负责施工，通让铁路于1964年7月开工，1966年10月30日铺通，1966年12月正式交付运营。总投资人民币2.2817亿元。1985年货运量879万吨。
通让线于2016年4月20日开始电气化改造，2018年4月完成改造。

## 脚注
1. ↑  马千里 (1983)，第146页
2. ↑  焦元; 王亮; 张喜海. . 人民铁道. 2018-03-22  [2018-05-14]. （原始内容存档于2018-05-14）.
3. ↑  . 中铁二十三局集团有限公司. 2018-04-26  [2018-05-14]. （原始内容存档于2018-05-14）.